# Orten (Hede socken, Härjedalen)
Orten är en sjö i Härjedalens kommun i Härjedalen och ingår i Ljusnans huvudavrinningsområde. Sjön är 19 meter djup, har en yta på 2,1 kvadratkilometer och befinner sig 494,1 meter över havet. Sjön avvattnas av vattendraget Ljusnan.

## Delavrinningsområde
Orten ingår i det delavrinningsområde (692452-135878) som SMHI kallar för Utloppet av Orten. Medelhöjden är 551 meter över havet och ytan är 11,27 kvadratkilometer. Räknas de 211 avrinningsområdena uppströms in blir den ackumulerade arean 1 554,38 kvadratkilometer. Avrinningsområdets utflöde Ljusnan mynnar i havet. Avrinningsområdet består mestadels av skog (77 procent). Avrinningsområdet har 2,31 kvadratkilometer vattenytor vilket ger det en sjöprocent på 20,5 procent.